# Jak ugryźć 10 milionów
Jak ugryźć 10 milionów – komedia kryminalna produkcji amerykańskiej z 2000 roku. Jej kontynuacją jest Jak ugryźć 10 milionów 2 z 2004 roku.

## Fabuła
Oz Ozeransky jest zadłużonym dentystą. Gdy jego żona dowiaduje się, że jego sąsiad to płatny morderca, którego poszukują zdradzeni gangsterzy, zmusza męża, by doniósł o tym mafii.

## Obsada
- Matthew Perry, jako Nicholas Oseransky (Oz)
- Bruce Willis, jako Jimmy Tudeski (Tulipan)
- Natasha Henstridge, jako Cynthia Tudeski
- Amanda Peet, jako Jill St. Claire
- Rosanna Arquette, jako Sophie Oseransky
- Kevin Pollak, jako Yani Gogolak
- Michael Clarke Duncan, jako Franklin Figueroa (Frankie)